# Квадрант (інструмент)
Квадрант (від лат. quadrans — одна чверть) — прилад для вимірювання кутів до 90°. Різні версії цього приладу можна використовувати для обчислення різних показників, таких як підвищення небесного тіла над горизонтом, широта, точний час доби та кут нахилу об'єкта, зокрема ствола гармати чи міномета. Перші збережені згадки про його використання відомі з часів стародавній Індії, під час описаних в Рігведах спостереженнях Ріші Атрі за сонячним затемненням. Згодом Птолемей запропонував квадрант як спрощений варіант астролябії. Пізніше середньовічні мусульманські астрономи створили декілька різних варіацій інструменту. Настінні квадранти були важливими астрономічними інструментами в європейських обсерваторіях XVIII сторіччя, започаткувавши використання сферичної астрономії.

## Етимологія

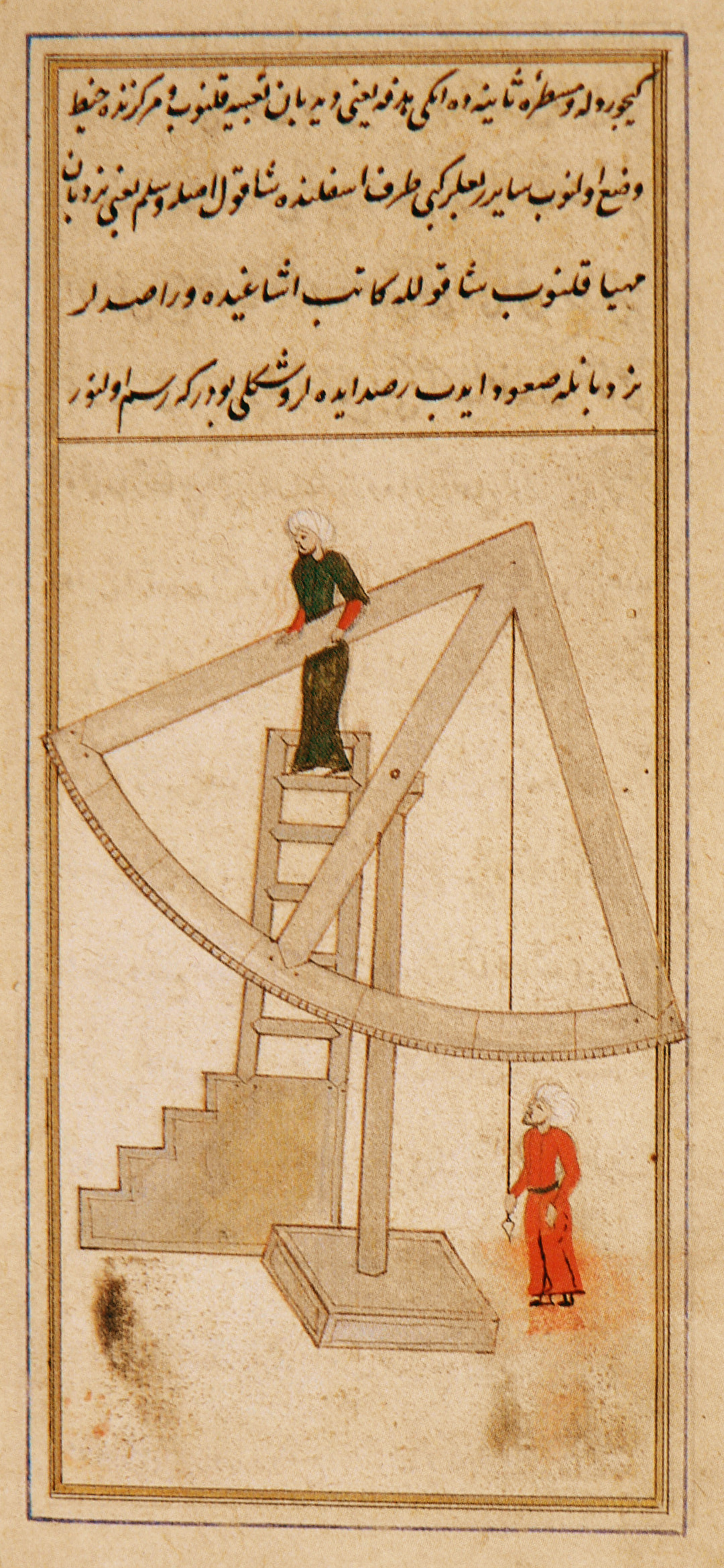
Квадрант на турецькій ілюстрації

Термін квадрант, що дослівно означає одну чверть, походить від того, що ранні версії інструменту були виготовлені шляхом відповідної адаптації астролябії. Квадрант сконцентрував функції астролябії в площі, що становила одну чверть розміру диску астролябії, таким чином фактично це була чверть астролябії.

## Історія
За часів Рігведи в стародавній Індії квадранти під назвою «туріям» використовувалися для вимірювання часу великого сонячного затемнення. Використання «туріяма» для спостереження сонячного затемнення Ріші Атрі описано в п'ятій мандалі Рігведи, швидше за все, між 1 500 і 1 000 роками до н.е.

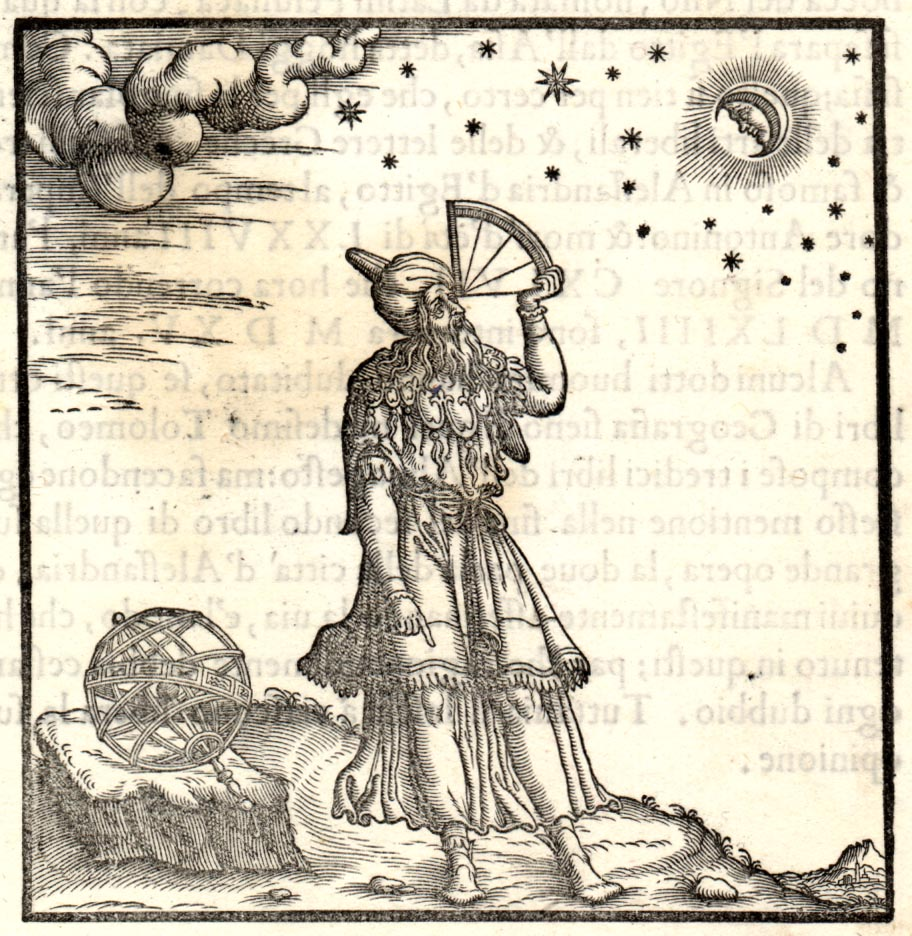
Птолемей вимірює висоту небесного тіла за допомогою квадранта (гравюра 1564 року)

Ранні відомості про квадрант також містяться в Альгаместі давньогрецького математика, географа та астронома Клавдія Птолемея, що був написаний близько 150 року нашої ери. Птолемей описав прилад, який міг вимірювати висоту полуденного сонця, проектуючи тінь від кілка на градуйовану дугу з 90 градусів. Цей квадрант відрізнявся від пізніших версій інструменту, оскільки він був більшим і складався з кількох рухомих частин. Прилад Птолемея був похідною спрощеною версією від астролябії і головною метою цього рудиментарного пристрою було вимірювання меридіанного кута Сонця.

Мусульманські середньовічні астрономи вдосконалили ці ідеї та побудували квадранти по всьому Близькому Сходу, зокрема в обсерваторіях таких міст, як Мараге, Рей і Самарканд. Спочатку ці квадранти зазвичай були дуже великими і стаціонарними, хоча їх можна було повертати в будь-якому напрямку, щоб вимірювати як висоту, так і азимут для будь-якого небесного тіла. Ісламські астрономи досягли значного прогресу в астрономічній теорії та точності спостережень і протягом середньовіччя та пізніших часів розробили принаймні чотири типи квадрантів. Перший з них, синусний квадрант, був винайдений Мухаммадом ібн Мусою аль-Хорезмі в IX столітті в Будинку мудрості в Багдаді :128. Іншими типами були універсальний квадрант, часовий квадрант і квадрант-астролябія.

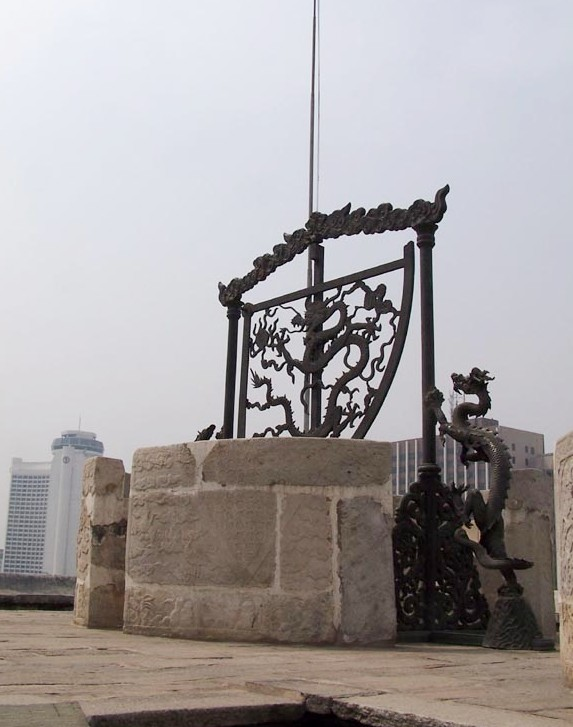
Великий каркасний квадрант у Пекінській стародавній обсерваторії. Він був побудований в 1673 році.

У середні віки знання про ці інструменти поширилися в Європі. У XIII столітті вирішальну роль у подальшому розвитку квадранта відіграв єврейський астроном Яків бен Махір ібн Тіббон. Він був досвідченим астрономом і написав кілька трактатів на цю тему, включаючи впливову книгу, в якій було докладно описано, як побудувати та використовувати вдосконалену версію квадранта. Квадрант, який він винайшов, став відомий як новий квадрант (novus quadrans). Цей пристрій був революційним, оскільки це був перший квадрант, який не включав багато рухомих частин і, отже, міг бути набагато меншим і більш портативним.
Трактати Тіббона були перекладені з івриту на латинь і через кілька років вдосконалені французьким ученим Пітером Найтінгейлом. Завдяки перекладу латиною Тіббон, або Профацій Юдей, як його називали в латинському перекладі, став впливовим іменем в європейській астрономії. Його новий квадрант базувався на ідеї, що стереографічна проекція, яка є головною властивістю планісферної астролябії, все ще може працювати, якщо усі складові астролябії розміщені в єдиному квадранті. Результатом став пристрій, який був набагато дешевшим, простішим у використанні та більш портативним, ніж стандартна астролябія. Робота Тіббона була дуже популярна і вплинула на Коперника, Христофора Клавія та Еразма Рейнгольда, а його трактат згадується в «Божественній комедії» Данте.

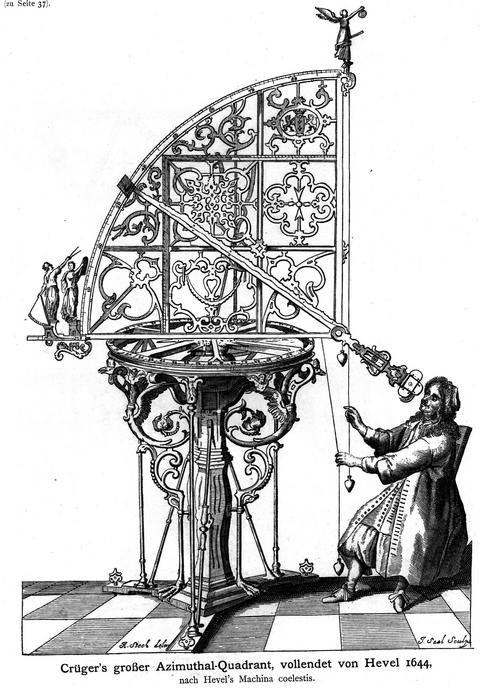
Квадрант Яна Гевелія (XVII ст.)

Оскільки квадрант став меншим і, отже, більш портативним, незабаром стала очевидною його цінність для морської навігації. Перше задокументоване використання квадранта в морі приписується португальському мореплавцю Діогу Гомішу в 1461 році. Мореплавці за допомогою квадранта вимірювали висоту Полярної зорі, що дозволяло їм визначити широту, на якій щнаходиться їх корабель. Таке застосування квадрантів зазвичай приписують арабським мореплавцям, які торгували з узбережжям Суахілі (східне узбережжя Африки) і часто були змушені подорожуватии поза межами поля зору землі. Через те, що південніше від екватора Полярна зоря зникає, невдовзі стало більш звичною практикою заміряти в певний час висоту Сонця.
У 1618 році англійський математик Едмунд Гантер додатково удосконалив квадрант і створив прилад, який став відомий як квадрант Гантера. Цей кишеньковий квадрант став революційним, оскільки він містив проекції тропіків, екватора, горизонту та екліптики. За допомогою наперед складених таблиць цей квадрант можна було використовувати для встановлення мерідіану (широти), часу, дати, тривалості дня та ночі, часу сходу та заходу Сонця. Квадрант Гантера був надзвичайно корисним, але він мав свої недоліки через тк, що його шкала застосовувалась лише до певної широти, тому на морі використання інструменту було обмежене певними широтами .

## Типи

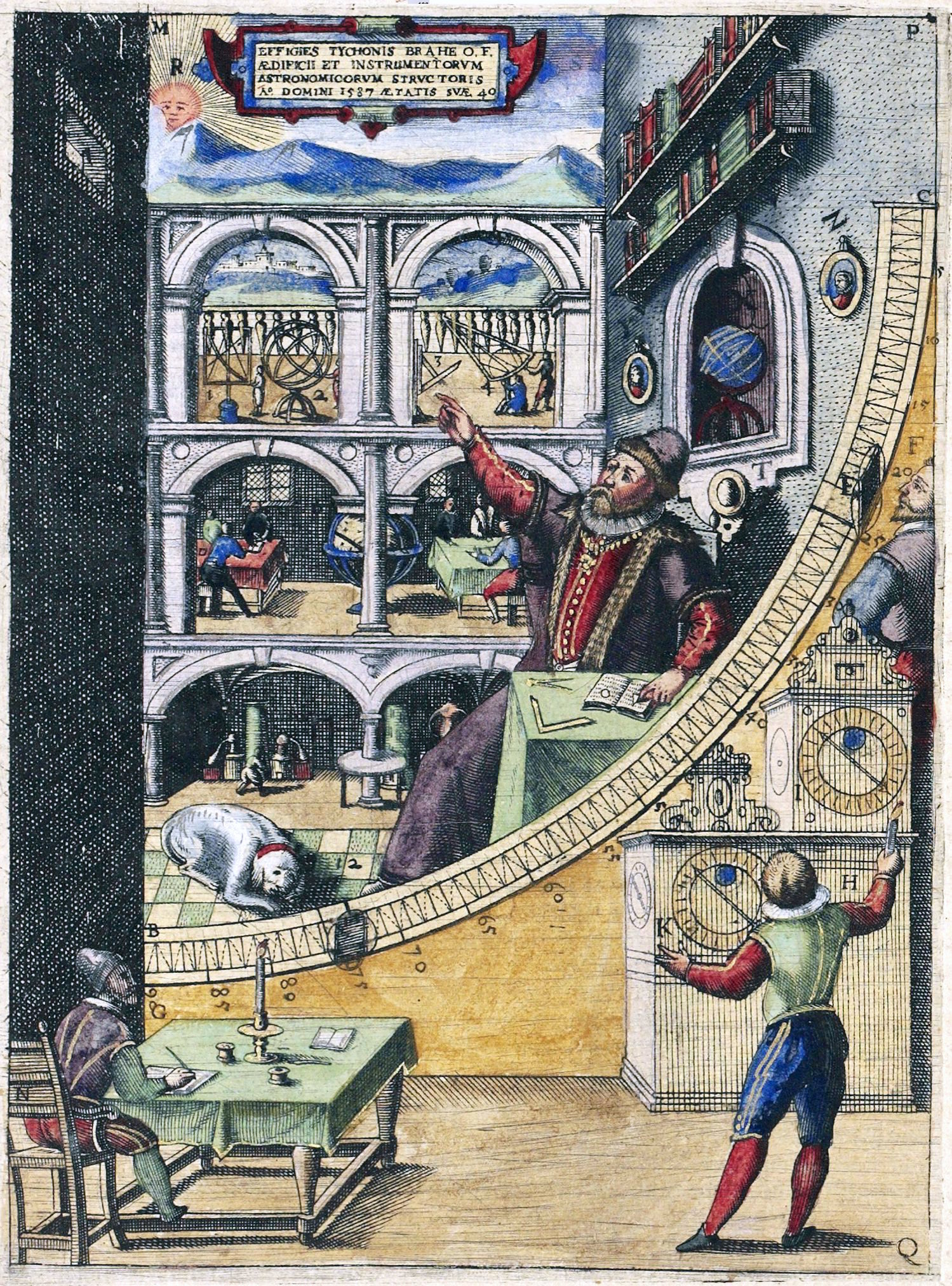
Настінний квадрант Тихо Браге в Ураніборзі (1598) із двома годинниками.

Не існує якоїсь єдиної типології квадрантів. Прилади можливо класифікувати по технології створення, принципам використання, функціоналу тощо.
За принципом використання і принципом орієнтації в просторі квадранти розділяються на два різних типи. Перший тип квадранта при використанні вирівнюється по горизонталі до поверхні шляхом його орієнтації на горизонт. Такий квадрант залишається нерухомим при використанні і націлювання його на об'єкт здійснюється шляхом зміни кута рухомої алідади. В такому квадранті дуга зі шкалою розташовується зверху приладу і кут, на який вказує алідада, націлена на об'єкт і є кутом підвищення досліджуваного об'єкта відносно горизонту — будь то небесне тіло чи якийсь об'єкт на поверхні землі.

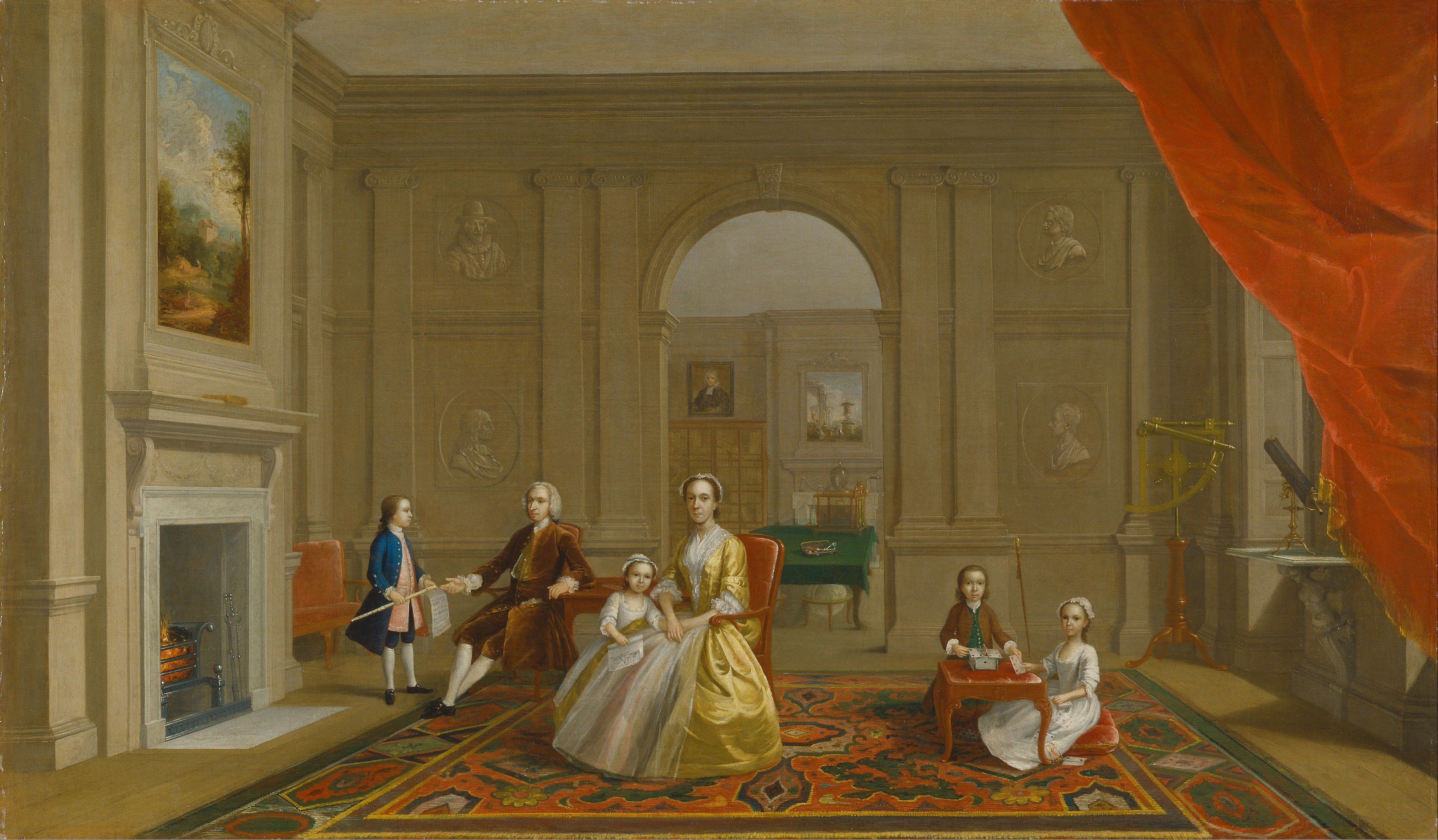
На картині «Сім'я Джона Бекона» Артура Девіса (1742) в куті кімнати можна побачити квадрант

Проте використання нерухомого квадранта з рухомою алідадою має свої обмеження, оскільки його неможливо використовувати, якщо дослідник не бачить горизонт через погодні умови, особливості рельєфу або знаходться в закритому приміщенні. В таких випадках використовувався квадрант, який вирівнювався не по горизонталі, а по вертикали за допомогою виска з тягарцем. У таких квадрантів немає рухомої алідади, а націлювання на об'єкт здійснюється шляхом зміни положення самої рамки квадранта, так, щоб об'єкт було видно у два отвора в його «прицілі», що розміщується не на рухомій алідаді, а безпосередньо на нерухомій рамці самого приладу. При цьому дуга зі шкалою розташовувалась знизу приладу і, оскільки висок завдяки тягарцю завжди висить вертикально до умовного «горизонту», навіть якщо сам не має можливості його побачити, то показник на шкалі, на який вказує висок при націлюванні рамки квадранта на об'єкт і є кутом підвищення цього об'єкта відносно горизонту.
За способом виготовлення квадранти можна класифікувати, як:
- Настінні квадранти, що використовуються для визначення часу шляхом вимірювання висот астрономічних об'єктів. Данський астроном Тихо Браге створив один із найбільших настінних квадрантів. Щоб визначити час, він поставив поруч із квадрантом два годинники, щоб він міг ідентифікувати хвилини та секунди по відношенню до вимірювань приладу[14].
- Великі рамкові квадранти, що використовуються для вимірювання кутових відстаней між астрономічними об'єктами.
- Геометричні квадранти, які використовують геодезисти та навігатори .
- Квадранти Девіса — компактні інструменти у рамі, що використовується навігаторами для вимірювання висоти астрономічного об'єкта над рівнем моря.

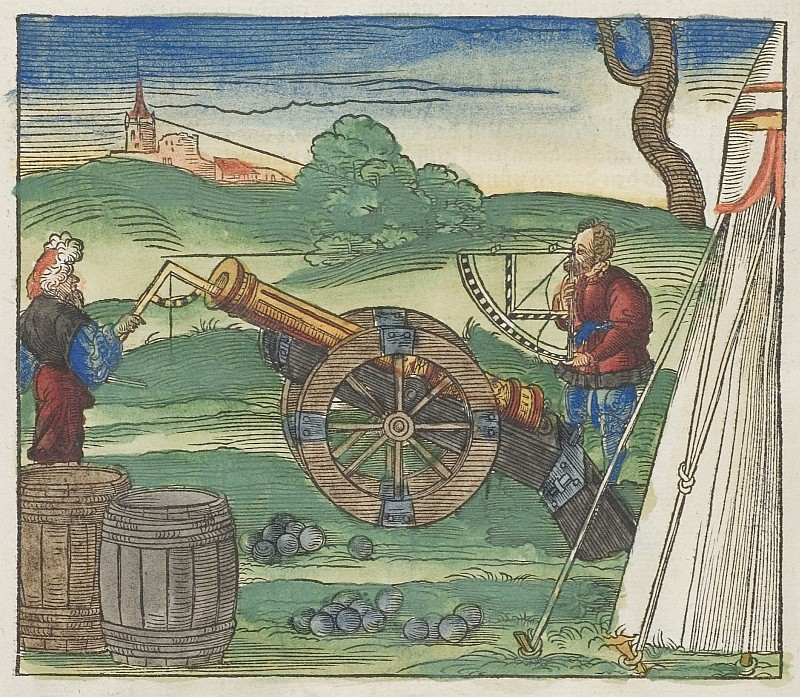
Ілюстрація наведення гармати на ціль за допомогою квадранта (1547 рік).

За призначенням і функціоналом, квадранти також можна класифікувати як:
- Висотний квадрант — звичайний квадрант із прямовисною мотузкою, який використовується для визначення висоти об'єкта над рівнем моря.
- Артилерійський квадрант — тип інклінометра, який використовується артилеристами для вимірювання кута нахилу гарматного чи мінометного ствола, як для перевірки правильності націлювання вогню, так і для перевірки точності калібрування пристроїв керування вогнем, встановлених на самій зброї.
- Квадрант Гантера — квадрант, який використовується для визначення часу, а також тривалості дня, часу сходу і заходу Сонця, дати та меридіана за допомогою масштабів і кривих квадранта разом із відповідними таблицями. Він був винайдений Едмундом Гантером у 1623 році. Квадрант Гантера був досить простим, що дозволило його широко поширене і тривале використання в XVII і XVIII століттях. Гантер розширив основні характеристики інших квадрантів, щоб створити зручний і комплексний інструмент[16]. Його відмінною рисою були проекції тропіків, екватора, екліптики та горизонту[13].
- Ісламський квадрант — Кінг визначив чотири типи квадрантів, створених мусульманськими астрономами[6]:

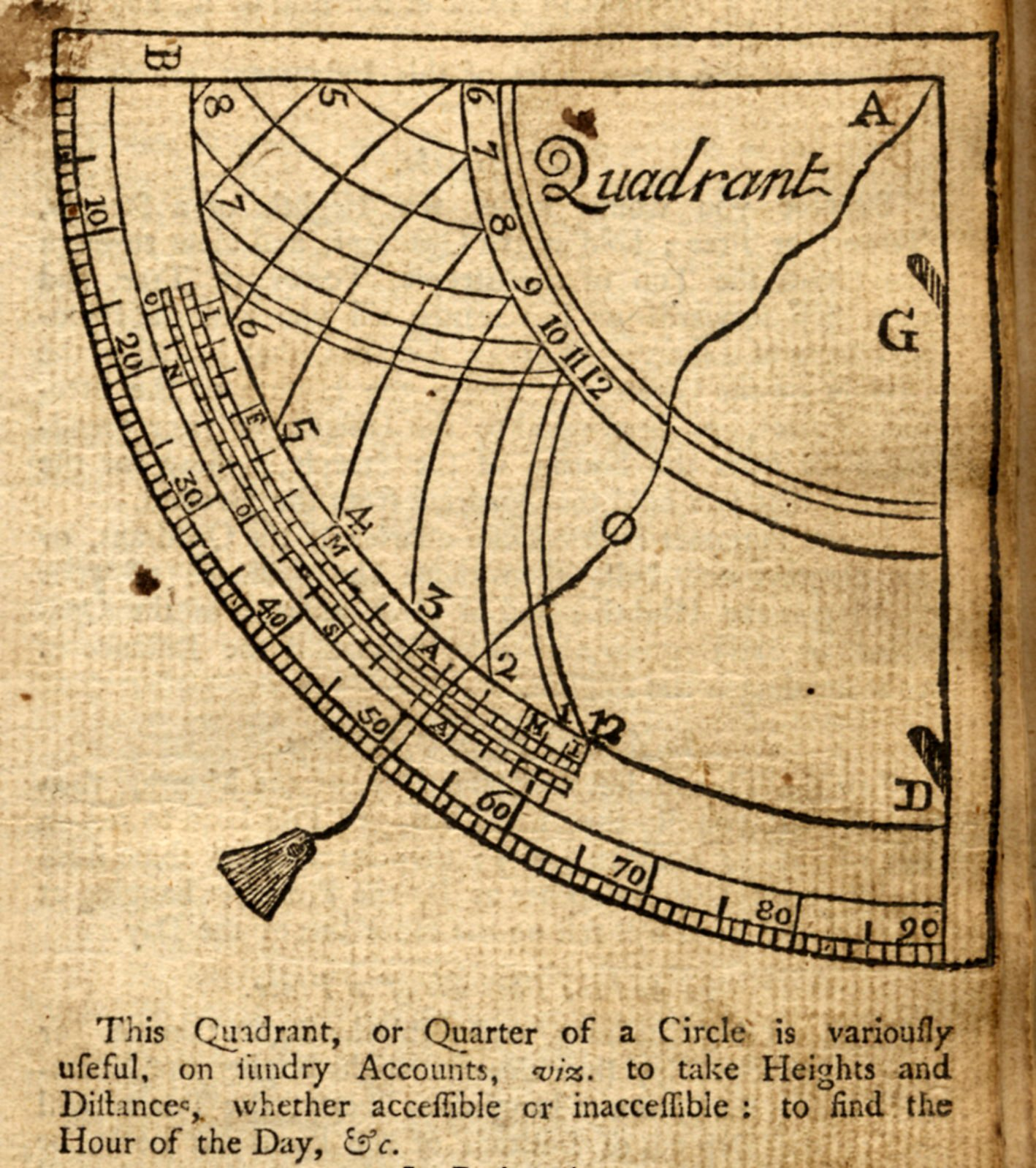
Часовий квадрант для широти приблизно 51,5°, як зазначено в тексті інструкції 1744 року: Щоб визначити годину дня: покладіть нитку прямо на день місяця, а потім утримуйте її, доки не просунете маленьку намистину або голівку шпильки. [вздовж нитки] спиратися на одну з ліній 12:00; тоді нехай сонце світить від погляду G до іншого в D, відвес висить на волі, намистина буде спочивати в годину дня.

1. Часовий квадрант для широти приблизно 51,5°, як зазначено в тексті інструкції 1744 року: Щоб визначити годину дня: покладіть нитку прямо на день місяця, а потім утримуйте її, доки не просунете маленьку намистину або голівку шпильки. [вздовж нитки] спиратися на одну з ліній 12:00; тоді нехай сонце світить від погляду G до іншого в D, відвес висить на волі, намистина буде спочивати в годину дня.Синусний квадрант (араб. Rubul Mujayyab) — використовувався для вирішення тригонометричних задач і проведення астрономічних спостережень. Він був розроблений аль-Хорезмі в IX столітті в Багдаді і був поширений до XIX століття. Його визначальною особливістю є сітка, схожа на міліметровий папір з одного боку, яка поділена на шістдесят рівних інтервалів на кожній осі та оточена градуйованою дугою під кутом 90 градусів. До верхівки чотирикутника кріпився висок (шнурок з тягарцем, для розрахунку, і схилом. Такі квадранти іноді наносились на зворотну сторону астролябій.
2. Універсальний квадрант (shakkāzīya) — використовувався для вирішення астрономічних задач для будь-якої широти: ці квадранти мали один або два набори сіток shakkāzīya та були розроблені в XIV столітті в Сирії. Такі квадранти також наносились на зворотну сторону астролябій, наприклад на астролябію, створену Ібн аль-Сарраджем.
3. Часовий квадрант — використовувася для визначення часу за положенням сонця. Часовий квадрант можна було використовувати для визначення часу в рівних або нерівних (тривалість дня поділена на дванадцять) годинах. для рівних або нерівних годин на квадранті наносились різні набори шкал. Для вимірювання часу в рівних годинах часовий квадрант можна використовувати лише для однієї конкретної широти, тоді як квадрант для нерівних годин можна використовувати будь-де на основі приблизної формули. Один край квадранта мав бути вирівняний із сонцем, і після вирівнювання тягарця на виску, прикріпленому до центру квадранта, він вказував на поточний час доби. Існує приклад з європейських джерел, датований 1396 роком (Річард II)[17]. Найдавніший часовий квадрант, знайдений під час розкопок у 2013 році в ганзейському місті Зютфен (Нідерланди), датується приблизно 1300 роком, і зберігається в місцевому музеї Stedelijk в Зютфені[18][19].
4. Квадрант астролябії / альмукантарат — квадрант, що розвинувся з астролябії: цей квадрант позначено половиною типової пластини астролябії, оскільки обидві пластини астролябії симетричні. Висок, прикріплений до центру квадранта з тягарцем на іншому кінці, переміщався, щоб показати положення небесного тіла (сонця або зірки). Для цього на квадранті були позначені положення екліптики та зірки. Невідомо, де і коли був винайдений квадрант астролябії, але збережені зразки квадрантів астролябії мають османське або мамлюцьке походження, тоді як письмові описи квадранта астролябії відомі з єгипетських джерел XII століття та сирійських джерел XIV століття. Ці квадранти виявилися дуже популярною альтернативою астролябіям.

## Геометричний квадрант

Геометричний квадрант з виском

Геометричний квадрант — це панель у формі чверті кола, виготовлена, як правило, з дерева або латуні. Маркування на поверхні друкували на папері та наклеювали на деревину або малювали безпосередньо на поверхні. На металевих інструментах маркування гравіювали безпосередньо на металі.
Для морської навігації найперші зразки були винайдені приблизно в 1460 році. Спочатку вони зазвичай не мали шкали в градусах, а радше на них були нанесені широти найпоширеніших пунктів призначення. З використанням квадранта навігатор плив би на північ або південь, доки квадрант не вказував би, що він знаходиться на широті пункту призначення, після чого штурман повертав корабель у напрямку пункту призначення та плив до нього, зберігаючи курс на постійній широті. Після 1480 року більшість таких інструментів вже виготовлялись з градуйованою шкалою в градусах.
Вздовж одного краю квадранта розтміщували два отвори-приціли, які утворювали алідаду. Вгорі над центром дуги зі шкалою підвішували на виску тягарець.
Для того, щоб виміряти підвищення зірки, спостерігач тримаючи квадрант так, щоб площина приладу була вертикальною має навести прилад на зірку, так щоб її було видно через отвори алідади. При цьому висок завдяки тягарцю висів вертикально і вказував на показання на шкілі, нанесеній на дузі. Часто для здійснення вимірювання залучалось дві особи — одна зосереджувалася на наведенні та утриманні приладу в правильному положенні, тоді як інша в цей час знімала показання.
Точність інструменту була обмежена його розміром і впливом вітру або рухів самого спостерігача на висок. Для навігаторів під час поганої погоди, сильної качки і вітру було складно, а часто неможливо боротись з цими обмеженнями.

### Сонячні спостереження

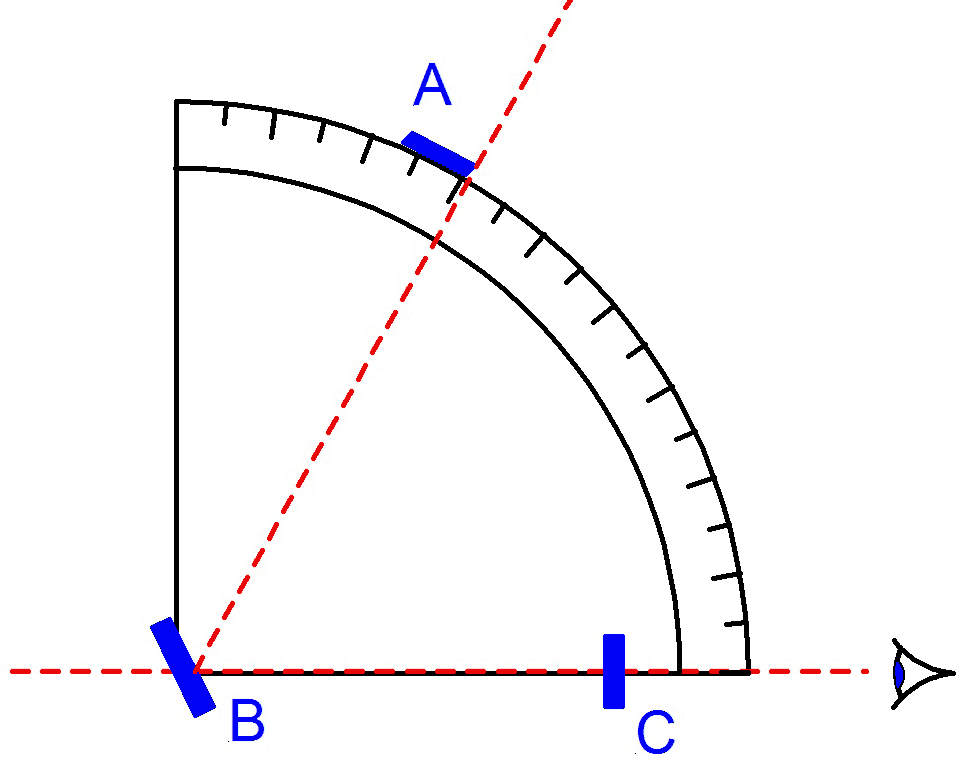
Креслення заднього оглядового квадранта. Цей інструмент використовувався на кшталт заднього посоха Якова для вимірювання висоти сонця шляхом спостереження за положенням тіні на інструменті.

З метою здійснення спостережень за Сонцем, щоб не дивитись безпосередньо на нього, до кінців алідади прикріплялись дві невеличкі лопатки. Під час вимірювання висоти Сонця, навігатори могли тримати прилад перед собою так, щоб сонце було збоку, а сам прилад направляли на сонце добиваючись того, щоб тінь з однієї лопатки повністю накривала іншу лопатки. Важливо було також подбати про те, щоб направити прилад саме на центр сонця. Цього добивались урівнянням верхнього та нижнього краю виступаючої тіні.

### Квадрант заднього огляду
Для спостереженнями за Сонцем був також розроблений спеціальний тип квадранта.
При використанні такого квадранта, спостерігач наводив прилад на горизонт в протилежному від Сонця напрямку, ловлячи його через отвори нерухомих лопаток (С) і (В) на малюнку праворуч, чим досягалось горизонтальне положення інструменту. Після цього рухома лопатка (A) переводилась па градуйованій шкалі в таке положення, щоб її тінь падала на лопатку (В). Показання 90-градусної шкали, на якому зупинялась рухома лопатка і було кутом підвищення Сонця над горизонтом.

## Каркасний квадрант
Для астрономічних вимірювань, зокрема визначення висоти небесних об'єктів, зазвичай використовувалися рамкові квадранти. Дуже великі каркасні квадранти бути стаціонарними, такими як настінні квадранти, тоді як менші каркасні квадранти часто були рухомими. Якщо рамковий квадрант встановлювали на основу чи п'єдестал, зберігаючи його рухомість, прилад можна було використовувати для вимірювання кутової відстані між будь-якими двома небесними об'єктами.

## Декорування
У середньовіччі виробники для створення додаткового враження часто наносили у невикористаних для функціоналу приладу місцях вишукані декоративні елементи. Також на квадранти нерідко додавали символи або знаки, щоб позначити належність приладу тій чи іншій важливій особі.